# Andy Muschietti
Andrés Walter Muschietti, más conocido como Andy Muschietti (Vicente López, provincia de Buenos Aires, 26 de agosto de 1973), es un director de cine y guionista argentino. Es conocido por su trabajo en películas de terror como Mamá (2013), basada en su cortometraje homónimo; It (2017) y su secuela, It Capítulo Dos (2019), adaptaciones de la novela homónima de Stephen King; y The Flash (2023).

## Biografía
Andrés Muschietti nació el 26 de agosto de 1973 en Vicente López, provincia de Buenos Aires, donde vivió hasta los seis años, cuando su familia se radicó en Acassuso. Tiene una hermana mayor, la productora Bárbara Muschietti, con quien colabora. Estudió en el colegio San Patricio de Acassuso y en la Universidad del Cine, de la que se graduó en la década de 1990. Durante esos años, trabajó como artista de guion gráfico y fue asistente de producción en Evita (1996), de Alan Parker. En 1999, uno de sus primeros cortometrajes, Nostalgia en la Mesa 8, formó parte en la tercera edición del concurso Historias breves. También, se desempeñó como asistente de dirección en Fotos del alma (1995) y Una noche con Sabrina Love (Alejandro Agresti, 2000).
En marzo de 2001, se trasladó junto con su hermana a Barcelona, donde trabajaron como publicistas para una agencia hasta que fundaron su propia productora. En 2008 rodaron Mamá, descrito por el periodista de The Guardian Xan Brooks como «un electrizante cortometraje de tres minutos donde dos niñas huyen de su demoníaca madre», que subieron a YouTube y se proyectó en el Festival de Cine de Sitges. El director Guillermo del Toro, interesado en la realización, se contactó con Muschietti y se ofreció a producir una película basada en este, que se estrenó en 2013 bajo el mismo título y contó con, entre otros actores, Jessica Chastain y Nikolaj Coster-Waldau. Scott Collura escribió en su reseña para IGN que, a pesar de los traspiés, «algunos aspectos de la película demuestran el gran talento del director». Con un presupuesto de 15 millones de dólares, Mamá tuvo una recaudación mundial de 146 millones, mientras que recibió críticas de todo tipo.
En julio de 2015 reemplazó a Cary Fukunaga como director de la película It, basada en la novela homónima de Stephen King. Se estrenó el 7 de septiembre de 2017 y, con un presupuesto de 35 millones de dólares, se convirtió en la película de terror más taquillera de la historia, al recaudar más de 700 millones. La crítico de cine Christy Lemire, en su reseña para el sitio web RogerEbert.com, comparó la técnica de Muschietti con la utilizada por Steven Spielberg en sus primeros trabajos, como el uso de planos contrapicados. En virtud de su éxito, dirigió It: Chapter Two, que se estrenó en septiembre de 2019.
En febrero de 2020, comenzó a emitirse la serie Locke & Key, basada en la historieta homónima creada por Joe Hill, donde Muschietti participa como productor ejecutivo.
En junio de 2023 se estrenó The Flash, película dirigida por Muschietti y basada en el personaje del mismo nombre de DC Comics que tuvo un flojo rendimiento comercial.

## Filmografía

### Cortometrajes
| Año  | Título original        | Rol                 | Información adicional              |
| ---- | ---------------------- | ------------------- | ---------------------------------- |
| 1994 | Fierro Chifle          | Director, guionista | También conocido como Fierrochifle |
| 1999 | Nostalgia en la mesa 8 | Director, guionista | Segmento de Historias Breves III   |
| 2008 | Mamá                   | Director, guionista |                                    |

### Largometrajes
| Año  | Título original            | Rol                     |
| ---- | -------------------------- | ----------------------- |
| 1995 | Fotos del alma             | Asistente de dirección  |
| 1996 | Evita                      | Asistente de producción |
| 2000 | Una noche con Sabrina Love | Asistente de dirección  |
| 2013 | Mamá                       | Director, guionista     |
| 2017 | It                         | Director                |
| 2019 | It: Chapter Two            | Director                |
| 2023 | The Flash                  | Director                |

### Televisión
| Año  | Título original      | Rol                                     |
| ---- | -------------------- | --------------------------------------- |
| 2020 | Locke & Key          | Productor ejecutivo                     |
| 2025 | It: Welcome to Derry | Productor ejecutivo; Director episódico |